# Bussoleno
Bussoleno (piemonti nyelven Bussolin, frankoprovanszálul Busoulin) egy olasz község (comune) a Piemont régióban, Torino megyében.

## Földrajz
A Susa-völgyben található és a Susa- és Sangone-völgyi Hegyi Közösség részét képezi.

## Látványosságok
- a 12. századi Castel Borello kastély
- a Santa Maria Assunta plébániatemplom
- az Alpok vasúti közlekedésének múzeuma

## Fordítás
- Ez a szócikk részben vagy egészben  a   Bussoleno című olasz Wikipédia-szócikk fordításán alapul.  Az eredeti cikk szerkesztőit annak laptörténete sorolja fel. Ez a jelzés csupán a megfogalmazás eredetét és a szerzői jogokat jelzi, nem szolgál a cikkben szereplő információk forrásmegjelöléseként.